# Luleå silververk

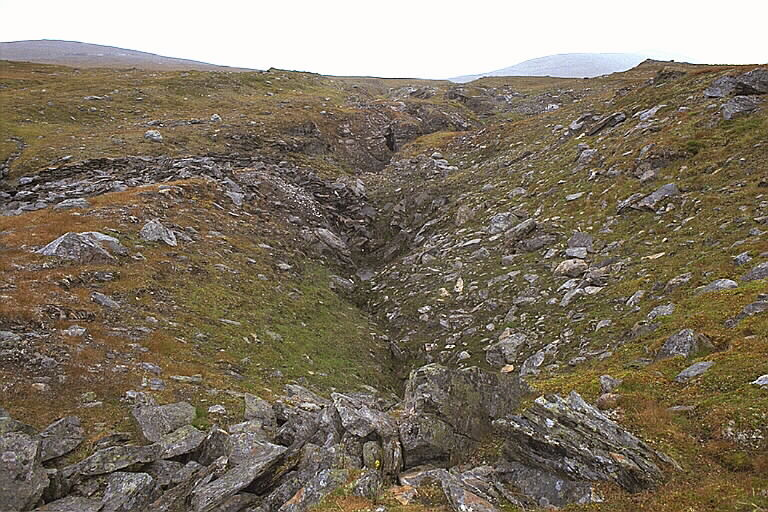
Gruvhål vid Alkavare.

Luleå silververk var en silverutvinning i Lule lappmark som pågick 1661–1702. Det kom till sedan gruvanläggningarna i Nasafjäll förstörts 1659 och verksamheten vid Piteå silververk följaktligen hade fått avbrytas. Aktörerna var till en början desamma. Gruvor togs upp vid Kedkevare och Alkavare på kalfjället inom nuvarande Jokkmokks kommun och en smälthytta uppfördes i Kvikkjokk. 
Brytningen på kalfjället bedrevs under svåra förhållanden, med indelta soldater från kustlandet som gruvarbetare. Transportsystemet byggde på renforor körda av tvångsrekryterade samer.  
Den totala silverproduktionen uppgick till 2 525 lödiga marker (532 kilo). Den genomsnittliga tillverkningen under de år då hyttan var aktiv var 13,3 kilo silver per år. Till detta kom totalt ungefär 100 ton bly.
Lönsamheten var hela tiden dålig. Sedan verksamheten lagts ned 1702 förföll anläggningarna snart och driften återupptogs aldrig. Den mest bestående konsekvensen av Luleå silververk var tillkomsten av byn Kvikkjokk, som hade brukspredikant och kyrksal och som så småningom fick egen kyrka. Än idag kallas Kvikkjokk på samiska för Huhttán – hyttan.

## Bakgrund
Silvermalmsförekomsten i Jokkmokks fjällvärld upptäcktes 1657 av samen Jon Persson från Tuorponjaurs lappby, som lärt sig känna igen mineralen vid silvergruvan i Nasafjäll. Till att börja med höll han dock tyst om sin upptäckt. En förutsättning för gruvbrytningen i lappmarken var nämligen att samer med renforor skötte alla transporter till och från kusten, vilket vid det laget hade utvecklats till ett impopulärt system med stort inslag av tvång. Den som avslöjade nya fyndigheter riskerade därför att bli illa omtyckt av sina grannar.
I februari 1659, när Jon Persson bevistade marknaden i Arjeplog, blev han själv uttagen för att utföra körslor till och från Nasagruvan. Han erbjöd bruksarrendatorn Ægidius Otto ett antal olika gåvor för att få slippa, men lyckades inte. Då avslöjade han i stället att han hittat en malmfyndighet, och överlämnade en sten som bevis. Som tack för upplysningen erhöll Jon Persson 30 lod silver och fyra alnar kläde – samt den eftertraktade befrielsen från skjutsskyldighet. Kort därefter beslutade bergskollegium att han dessutom skulle få en hittelön på 20 riksdaler silvermynt, en silverskål om 50 lod samt skattefrihet för all framtid. Påföljande sommar pekade Jon Persson ut fyndplatsen för bergmästare och malmletare.
När sedan anläggningarna i Nasafjäll förstördes av en norsk styrka i augusti 1659 blev den nya fyndigheten omedelbart av största intresse. Bruksarrendatorerna Ægidius Otto och Johan Persson såg chansen att få utveckla en mer lönsam verksamhet än den i Nasafjäll. De begärde därför en förlängning av sina privilegier i akt och mening att bygga upp ett nytt silververk. Redan i september rekognoscerade man en färdled från Hornavan upp till fyndplatsen, och under vintern vidtogs ytterligare förberedelser för gruvbrytningen.
På grund av motsättningar mellan Ægidius Otto och bergmästaren Isak Tiock förlängdes dock inte de tidigare arrendatorernas privilegier. Den nya silverfyndigheten började exploateras som ett kronans företag, med Isak Tiock som styresman. Ægidius Otto utnämndes i stället till lappfogde.

## Anläggningar

### Kedkevare
Den malmfyndighet som Jon Persson upptäckt låg på det fjäll som på dagens kartor kallas för Silbbatjåhkkå (”Silverfjället”), 18 kilometer sydost om Staloluokta, inom nuvarande Padjelanta nationalpark (67°11′07″N 16°54′26″Ö / 67.18528°N 16.90722°Ö). Det är en utlöpare av den större fjällryggen Gierggevárre (”Stenfjället”), som på 1600-talet kallades för ’’Kedkevare’’. Detta är också det namn som vanligen används för Jon Perssons fyndplats. Den låg på kalfjället, ungefär 1 000 m ö.h.
Malmen bestod av blyglans med magnetkis och kopparkis, framför allt i gångar av kvarts inom fyllitiska skiffrar. I blyglansen fanns mellan 0,158 och 0,278 % silver.
Brytningen inleddes sommaren 1661. Intill gruvhålen byggdes en proviantbod, som till att börja med också fick fungera som raststuga åt arbetsfolket. Därefter tillkom ett större hus med rum för gruvfogden respektive arbetarna samt smedja, kolhus och bastu. Båda byggnaderna byggdes av timmer. Precis som i Nasafjäll användes indelta soldater från kustlandet som gruvarbetare, medan transporterna utfördes av samer med renforor.
Till skillnad från vid andra silververk kunde man i fjällgruvorna inte bryta genom tillmakning, eftersom det var en metod som krävde enorma mängder ved. Vid Nasafjäll hade därför sprängning med krut introducerats, och samma teknik användes vid Kedkevare.
Verksamheten var dock hela tiden problematisk. Gruvhålen fylldes med vatten så snart snön smält och marken börjat tina i början av sommaren. Vattnet gjorde sprängningarna omöjliga. Sensommaren 1667 tog det åtta personer fjorton dagar att tömma det viktigaste gruvhålet på vatten. Bergmästare Daniel Drefling konstaterade att han skulle behöva fyra personer som öste dygnet runt för att gruvan skulle kunna bearbetas om sommaren. Dessutom var vädret ofta mycket hårt på kalfjället, även under sommaren.

Idag finns gruvhål, skärpningar (mindre provbrytningar) och husgrunder kvar i Kedkevare. Platsen ingår i en kulturmiljö av riksintresse (BD 23).

Kedkevare (Silbbatjåhkkå gruvområde)
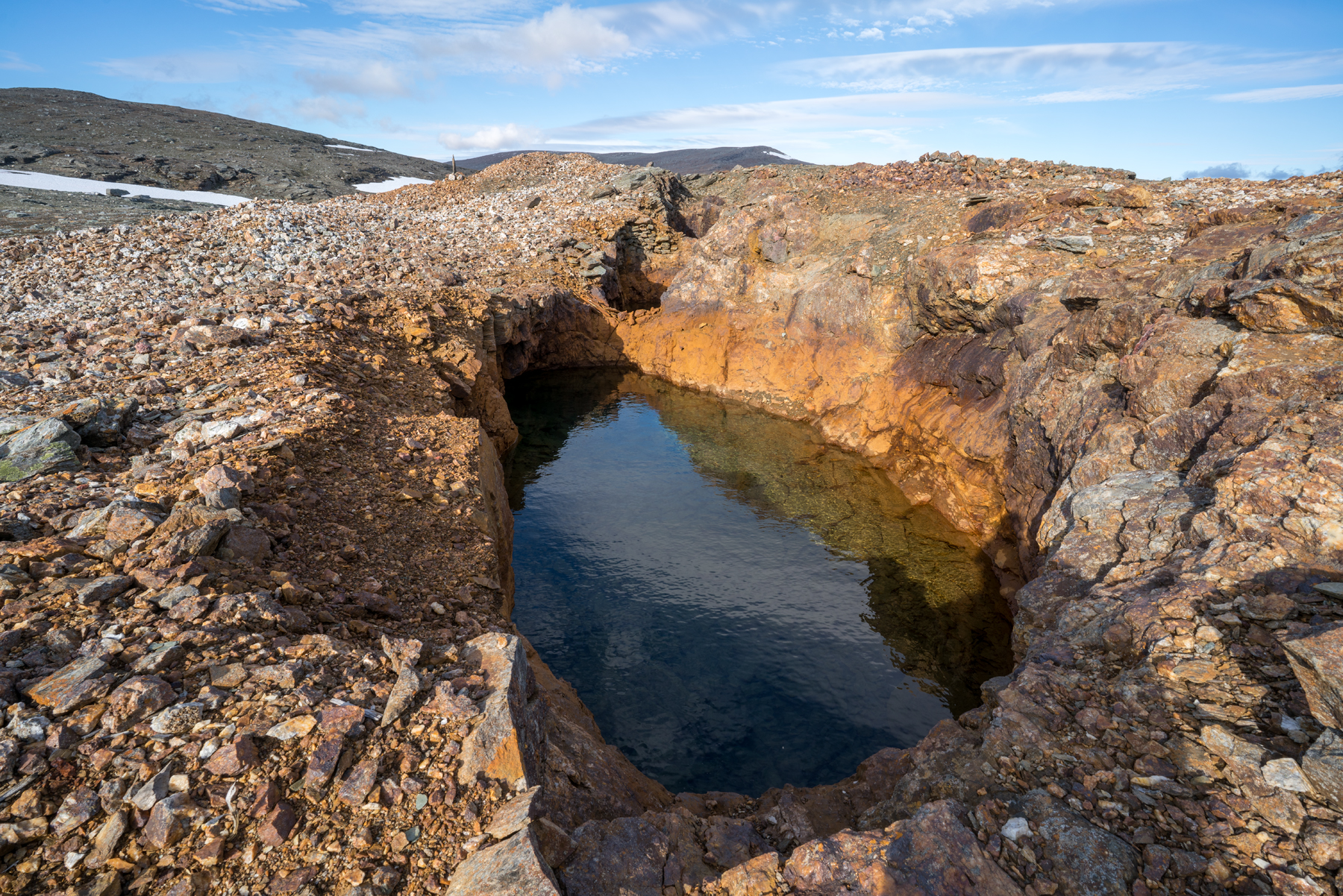
Det största gruvhålet är vattenfyllt och ligger drygt 1300 m ö.h.
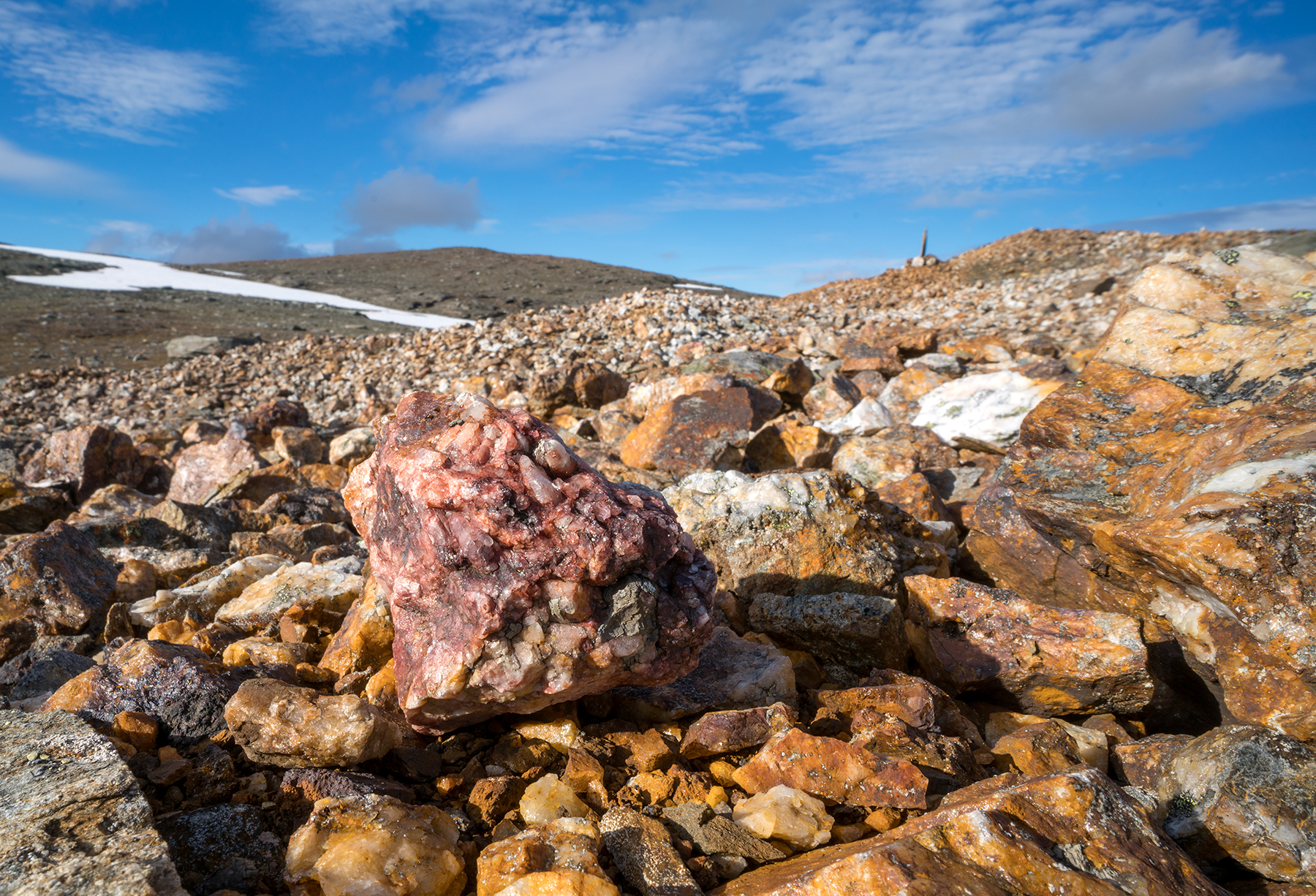
Stenrester efter gruvbrytningen.
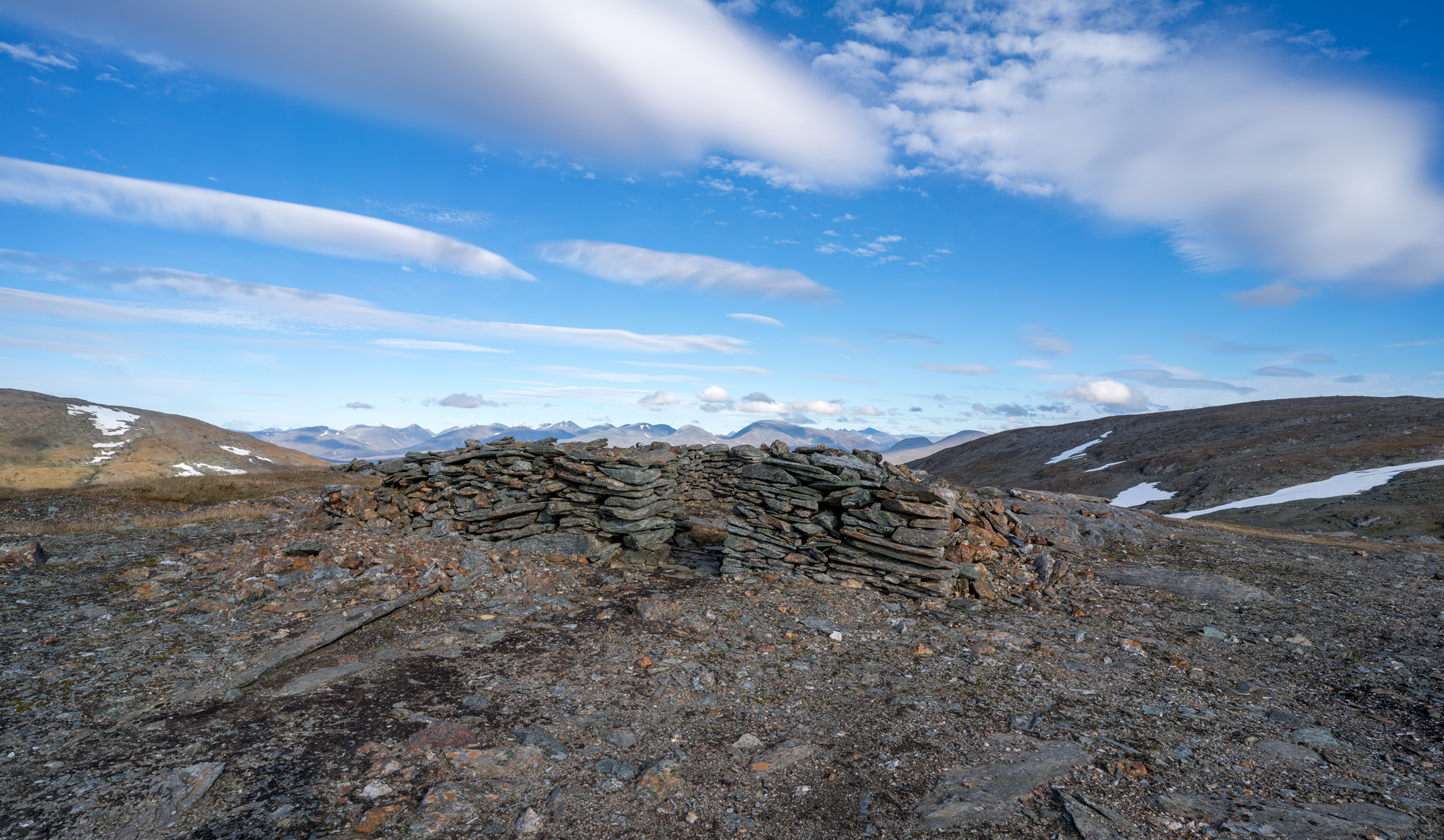
Kvarvarande husgrund.
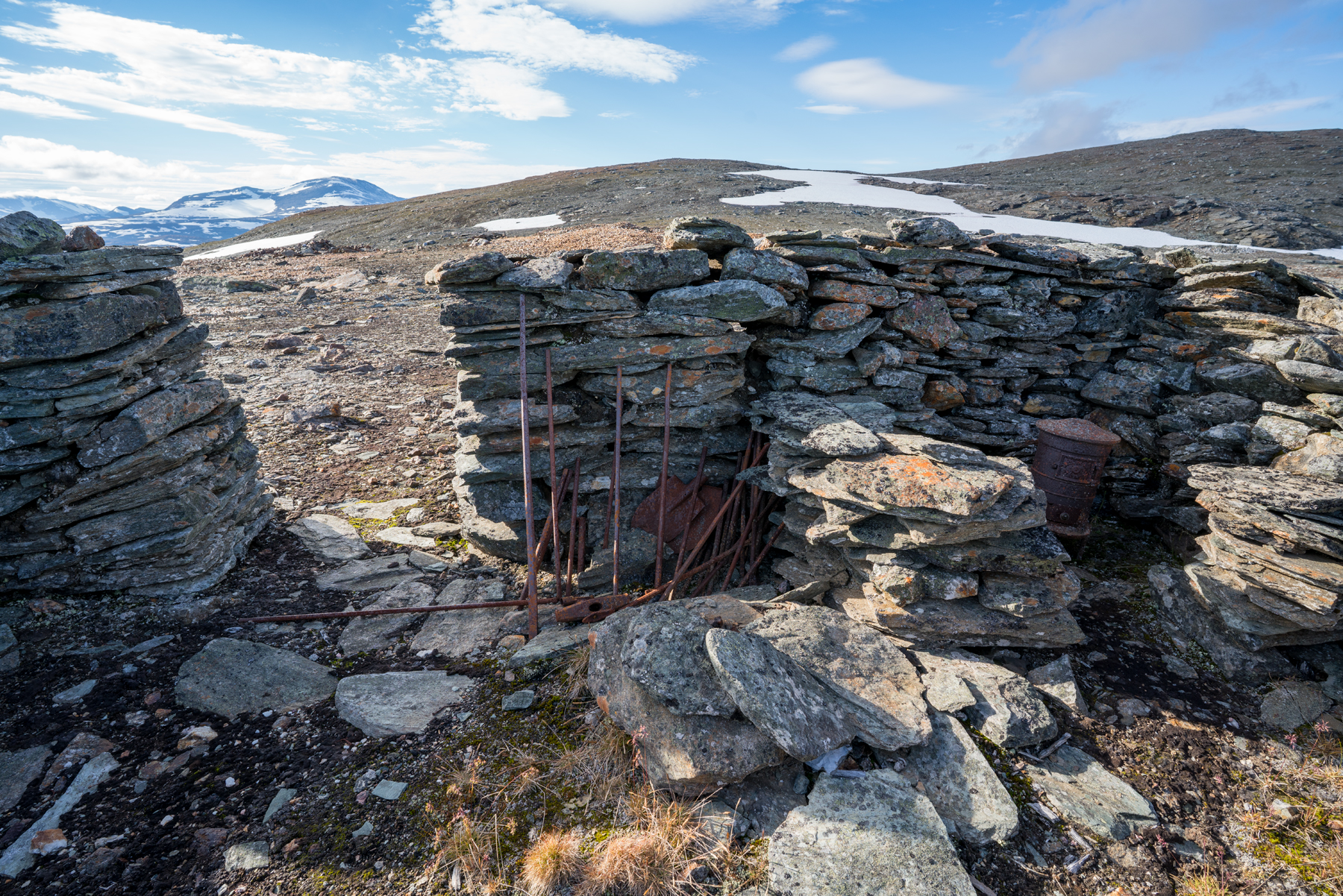
Insidan av husgrund.
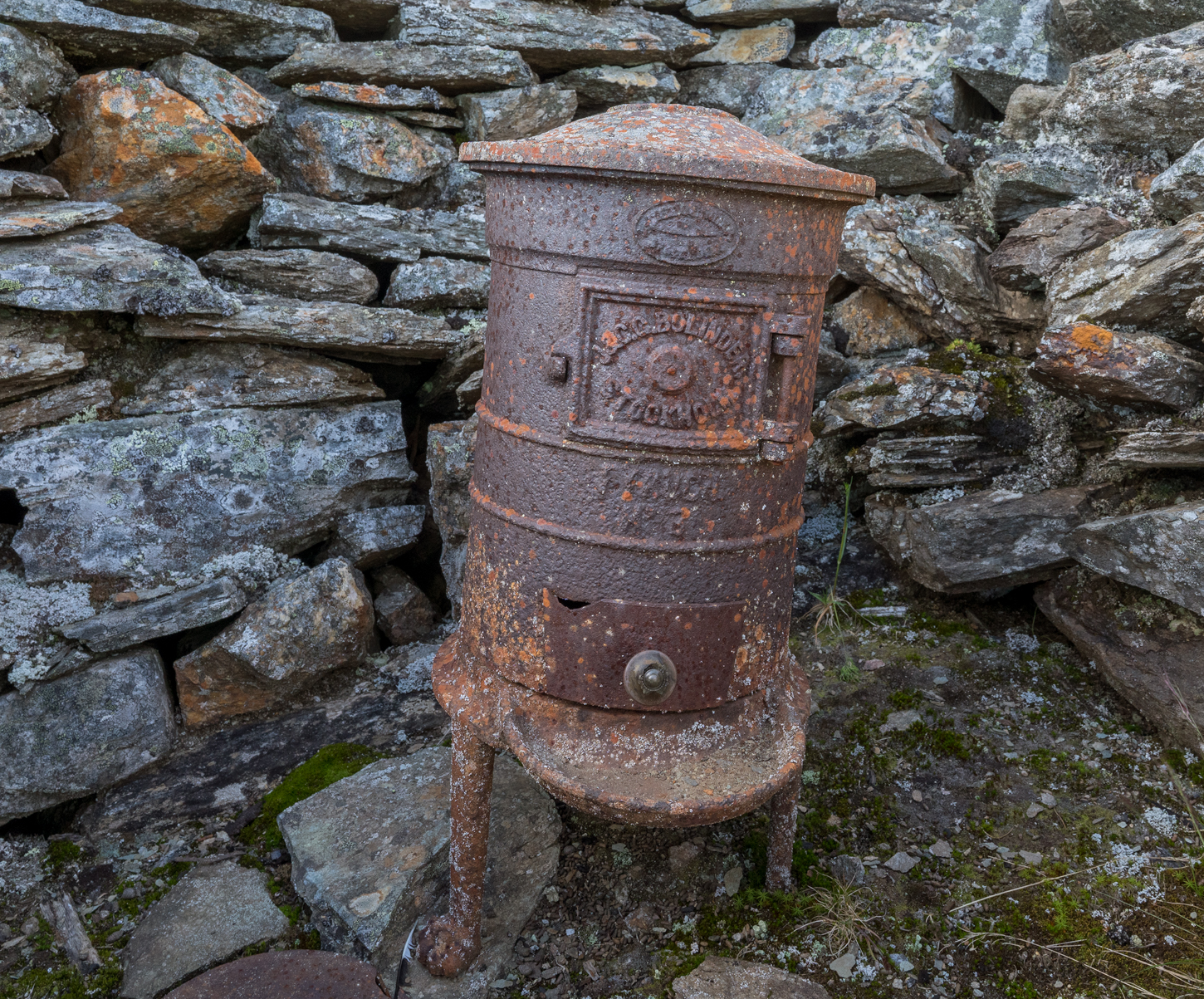
Kamin tillverkad av J. & C. G. Bolinders Mekaniska Verkstad, Stockholm.
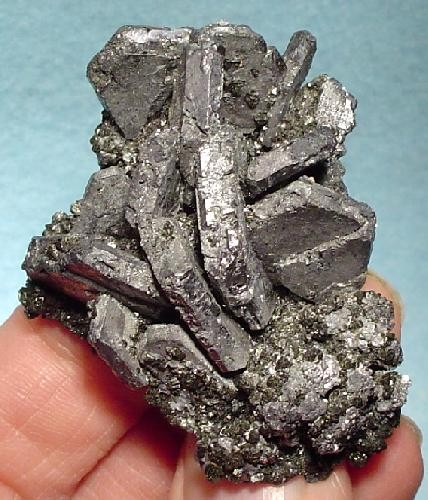
Blyglans.

### Alkavare

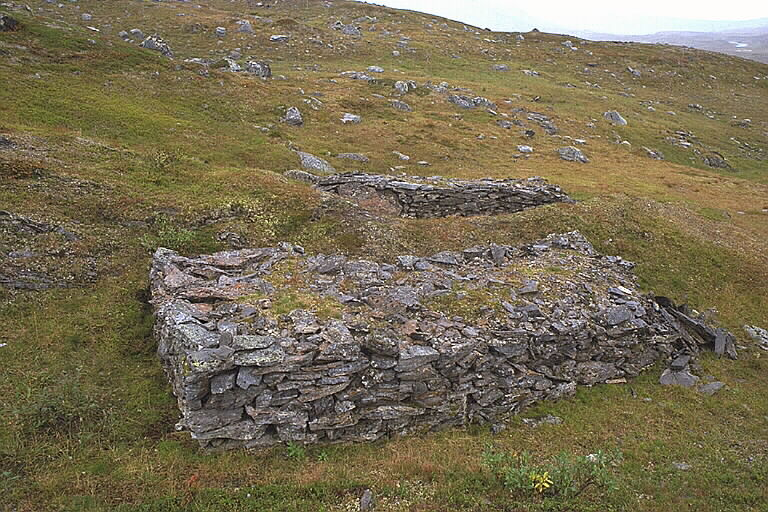
Husgrunder vid brytningsplatsen vid Alkavare.

År 1672 berättade Pagge Andersson från Sjokksjokks lappby att han kände till ytterligare en silverfyndighet. Av rädsla för trakasserier från andra samer var han ovillig att avslöja var den låg, men efter att ha garanterats ett kungligt skyddsbrev visade han bergmästare Daniel Drefling till platsen. Den låg intill bäcken Gáinájjågåsj väster om fjället Álggávárre, 22 kilometer öster om Staloluokta, inom nuvarande Sareks nationalpark (67°20′35″N 17°12′56″Ö / 67.34306°N 17.21556°Ö). Platsen, som kallades för Alkavare, bedömdes vara mer gynnsam än Kedkevare. Proviant, ved och timmer transporterades upp till Alkavare och brytningen började tämligen omedelbart.
Malmen bestod av grov och småtärnig blyglans i kvarts i hornbländegnejs. I blyglansen fanns silver, i något lägre halt än vid Kedkevare.
Vid Alkavare kunde man spränga gångar in i berget i kanterna på en bäckravin, till skillnad från vid Kedkevare, där man sprängde sig nedåt. I anslutning till brytningen byggdes en timrad gruvstuga av samma typ som vid Kedkevare.
Än idag syns grunder efter byggnader, gruvhål, resterna av uppfordringsverket samt varphögar i Alkavare. Platsen ingår i en kulturmiljö av riksintresse (BD 23).

### Hyttan

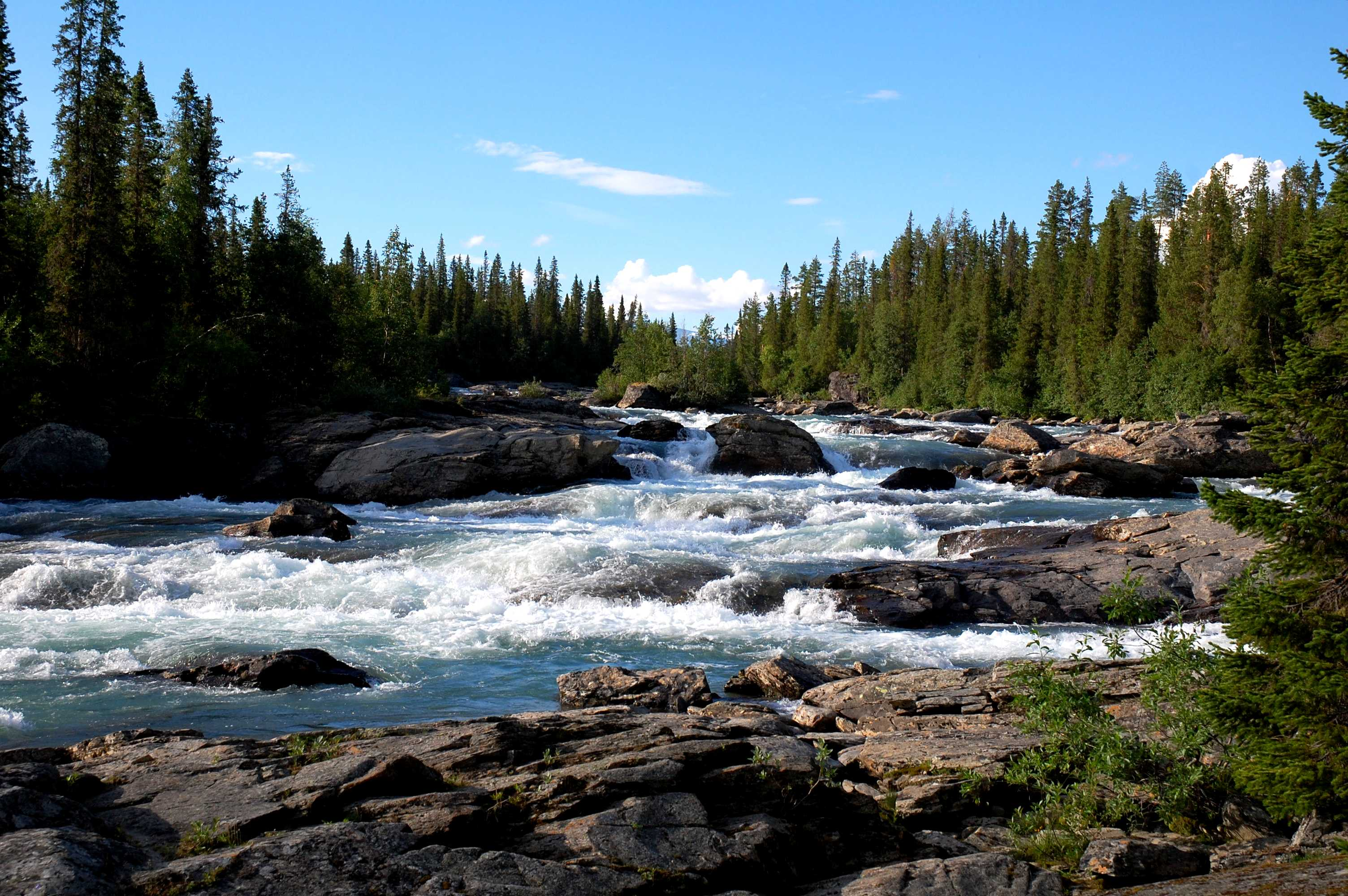
Gamájåhkå i Kvikkjokk, där hyttan anlades.

Den närmaste lämpliga platsen för en hytta fanns vid älven Gamájåhkå, fem mil sydost om Kedkevare. Vattendraget kallades då för Kvikkjokk (”Forsälven”), och det blev också namnet på platsen. Samerna kallade den däremot helt enkelt för ’’Huhttán’’ – hyttan. Dit transporterades malmen för vidare bearbetning.
I Gamájåhkås östra del, ett par hundra meter uppströms sammanflödet med Darreädno, anlades en huvuddamm. Från denna fördes vatten vidare till smälthyttan, bokhuset och sågverket. I bokhuset fanns både bokverk, där malmen krossades till mjöl, och vaskstuga, där de lättare gråbergsmineralen spolades bort och bara malmmineral blev kvar. Dessa rostades i ugn för att avlägsna föroreningar som svavel och arsenik. Därefter smältes malmen i hyttan, där tackor av verkbly (en legering av bly och silver) producerades. I det närbelägna drivhuset drevs blyet bort så att en smälta av silver återstod.
Nedströms dammen, på den stora Hyttholmen, timrades en stor byggnad med rum för bergmästare och övrig personal. I byggnaden fanns även en kyrksal med tio bänkar, altare och predikstol. På husets östra gavel fanns en liten klockstapel med en malmklocka. Klockan finns bevarad och sitter idag i en klockstapel bredvid Kvikkjokks nuvarande kapell. Gudstjänster förrättades till en början av lappredikanten i Jokkmokk, men 1673 fick Kvikkjokk en egen brukspredikant. Gudstjänsterna bevistades inte bara av bruksfolket utan av samer från hela trakten.
På Hyttholmen fanns även proviantbod, spannmålsbod och flera andra förrådshus, bagarstuga, bastu, fånghus, klensmedja, stall och ladugård. På älvens västra sida, på den så kallade Prästsidan, hade brukspredikanten och bruksskrivaren sina respektive bostäder. Där fanns också den lilla inhägnade kyrkogården (11x9,5 meter).
Vid Gamájåhkå återstår idag en vall från en dammanläggning, ett malmupplag, antydningar till rostmurar, husgrunder samt den övergivna brukskyrkogården. Den gamla bruksmiljön ingår i en kulturmiljö av riksintresse (BD 21).

## Nedgången
Sedan bergmästare Isak Tiock 1664 blivit åtalad för oegentligheter ersattes han av Daniel Drefling, som i sin tur efterträddes av Johan Ceder. Ingen av dem lyckades få fart på Luleå silververk, och redan 1679 var verksamheten i dalande. Problemen med vatten i gruvorterna kunde inte lösas, vare sig vid Kedkevare eller vid Alkavare. Klimatet var hårt, i synnerhet på Kedkevare. Dessutom var kosten ensidig och arbetarna drabbades av skörbjugg. Mer än sex månader i sträck klarade ingen av att arbeta på fjället. Det rådde därför hela tiden brist på arbetskraft, och lönsamheten var undermålig.
Under perioden 1682–1686 utarrenderades silververket till hovintendenten Zackarias Rehnberg och hovkamrerare Jonas Österling. Det drevs sedan återigen av kronan under 1687–1699, men hela tiden under försök att hitta nya privata intressenter. År 1699 överläts silververket till det nybildade bolaget Västerbottniska bergslagen. Men verksamheten kom aldrig riktigt i gång, och vid årsskiftet 1701–1702 meddelade direktörerna att driften skulle inställas.
Prästen i Kvikkjokk fick i uppgift att vakta byggnaderna vid hyttan med tillhörande inventarier. Den 30 november 1703 undertecknade Karl XII beslutet om verkets nedläggning.

## Senare inmutningar
I slutet av 1800-talet väcktes intresset för silverfyndigheterna i Luleå lappmark på nytt. Nya inmutningar gjordes. År 1891 fanns tolv inmutningar vid Silbotjåkko (Kedkevare) och två vid Alkavare. Diverse försvarsarbeten gjordes för att visa att inmutningarna var aktiva, men det finns inget som tyder på att någon malm utvanns. Det finns fortfarande tydliga spår efter försvarsarbetena, som ofta gjordes med material från 1600-talets byggnader.